# Bodlákový olej
Bodlákový olej (neboli světlicový) je vyroben ze semínek světlice barvířské.

## Výroba
Takzvaný bodlákový olej se vyrábí ze semen bodlákům příbuzné rostliny světlice barvířské. Rostlina se v současné době pěstuje v suchých a teplých oblastech, zejména v Indii, v několika oblastech Mexika, v Kalifornii v USA, v Kazachstánu, Etiopii a Austrálii. Olej se lisuje za studena.

## Použití

### V kulinářství
Používá se zejména v kuchyni. Vyniká tím, že obsahuje vysoké množství kyseliny linolové (až 80 %), což je víc, než je obsaženo v ostatních typech olejů. Kyselina linolová je důležitá pro správnou funkci lidského těla. Olej má řidší konzistenci než ostatní oleje, vůně neutrální a chuť lehce oříškovou. Olej má žlutou barvu. Možné využití je pro účely zejména studené kuchyně jako přísada do majonéz, dresinků nebo přípravy salátů. Je však možné použití i pro pečení a smažení pokrmů. Obsahuje vitamín E.

### V řemesle
Bodlákový olej se používá tradičně řemeslně k povrchové úpravě dřeva nebo jako přísada při olejomalbě. Ve srovnání s například obdobně používaným lněným olejem je méně viskózní – řidší, lépe a hlouběji se tedy vsakuje do dřeva, více též „změkčuje“ olejové barvy. Oproti jiným olejům velice málo žloutne, je tedy vhodný na světlé povrchy a v aplikacích, kde je potřebná trvalá barevná stabilita. Je to pomalu schnoucí olej, nabírá při tuhnutí málo objemu a nevytváří polymerový povlak.

## Galerie

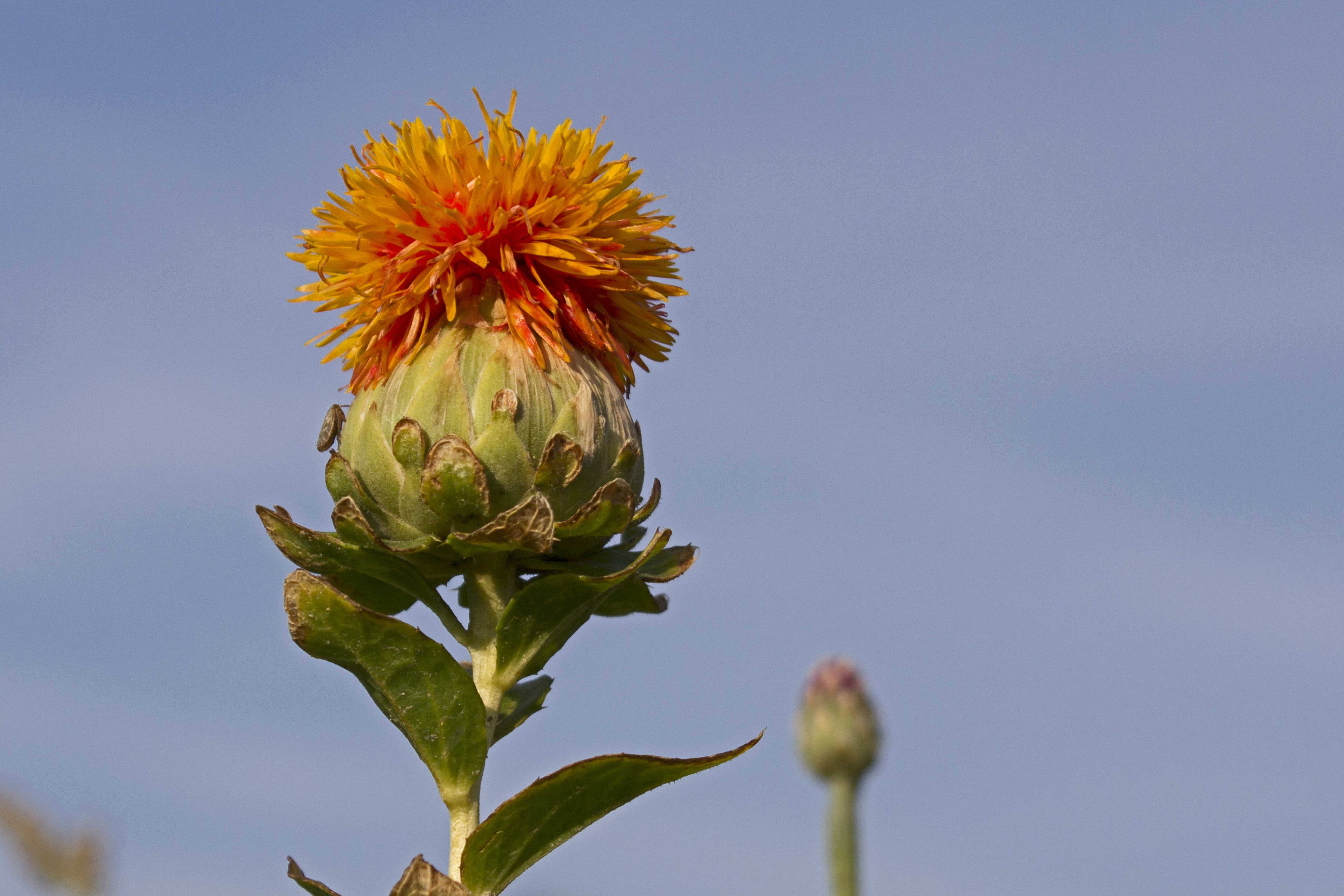
Světlice barvířská rostlina
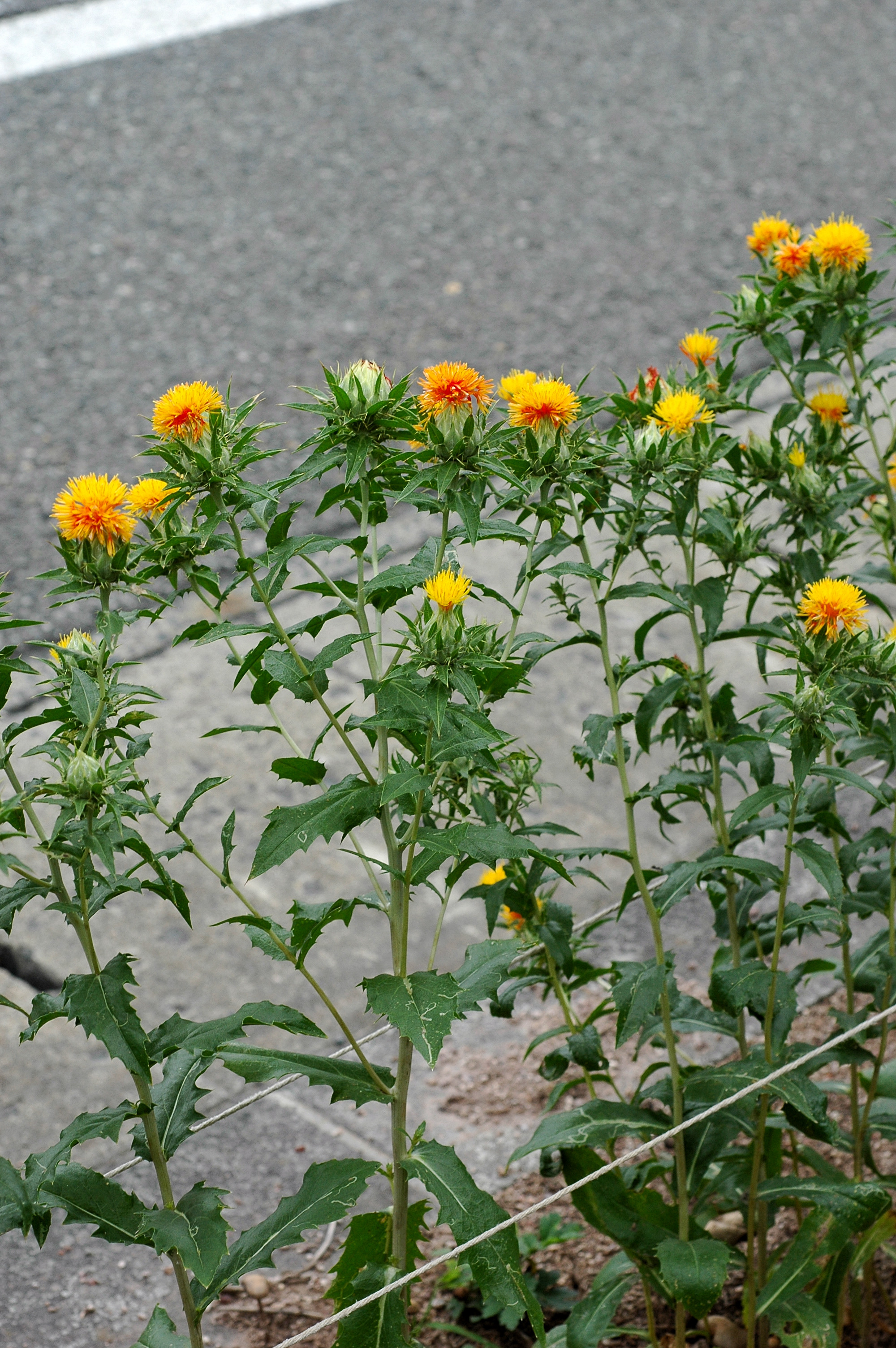
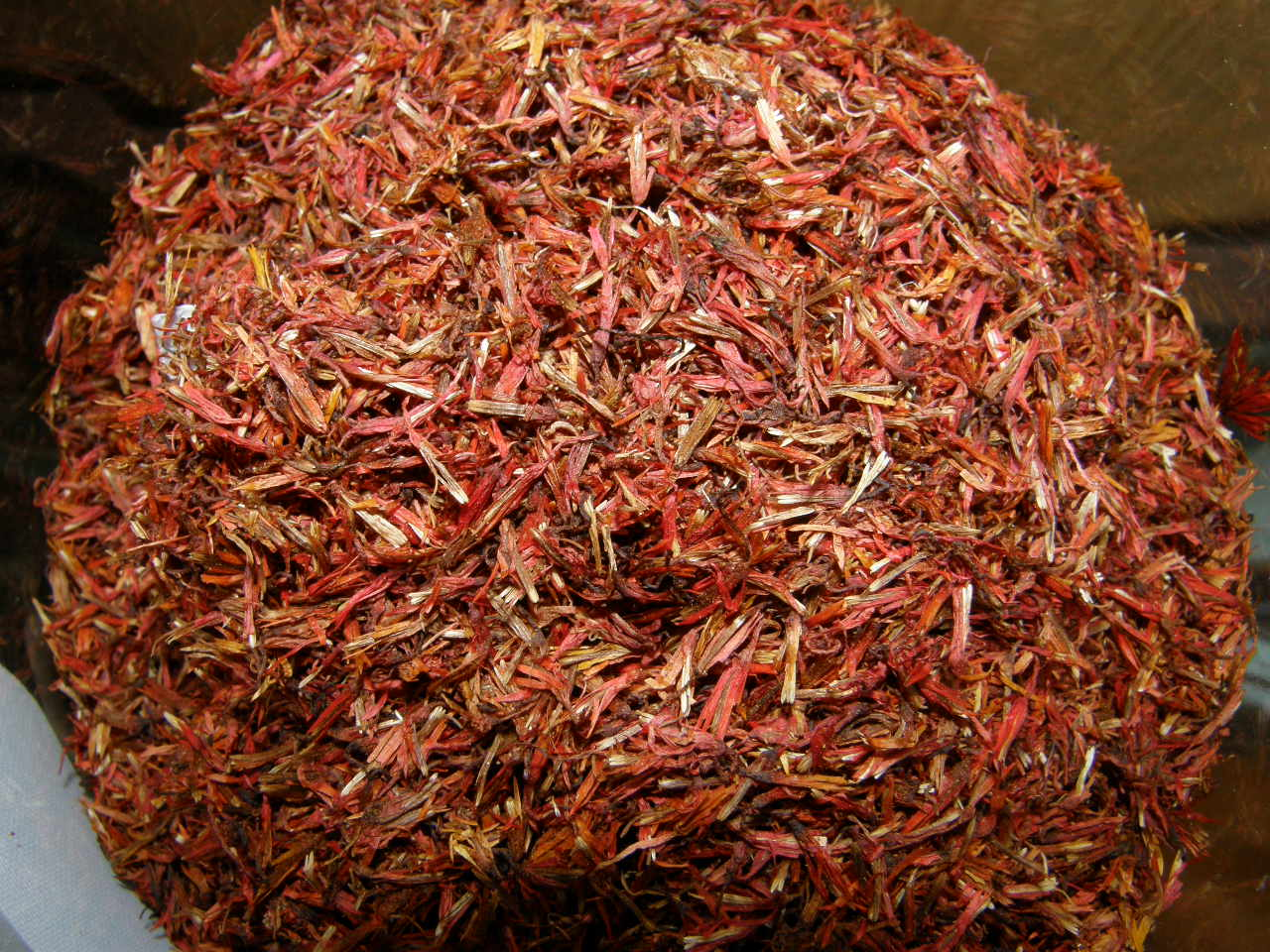
Semena Světlice barvířské
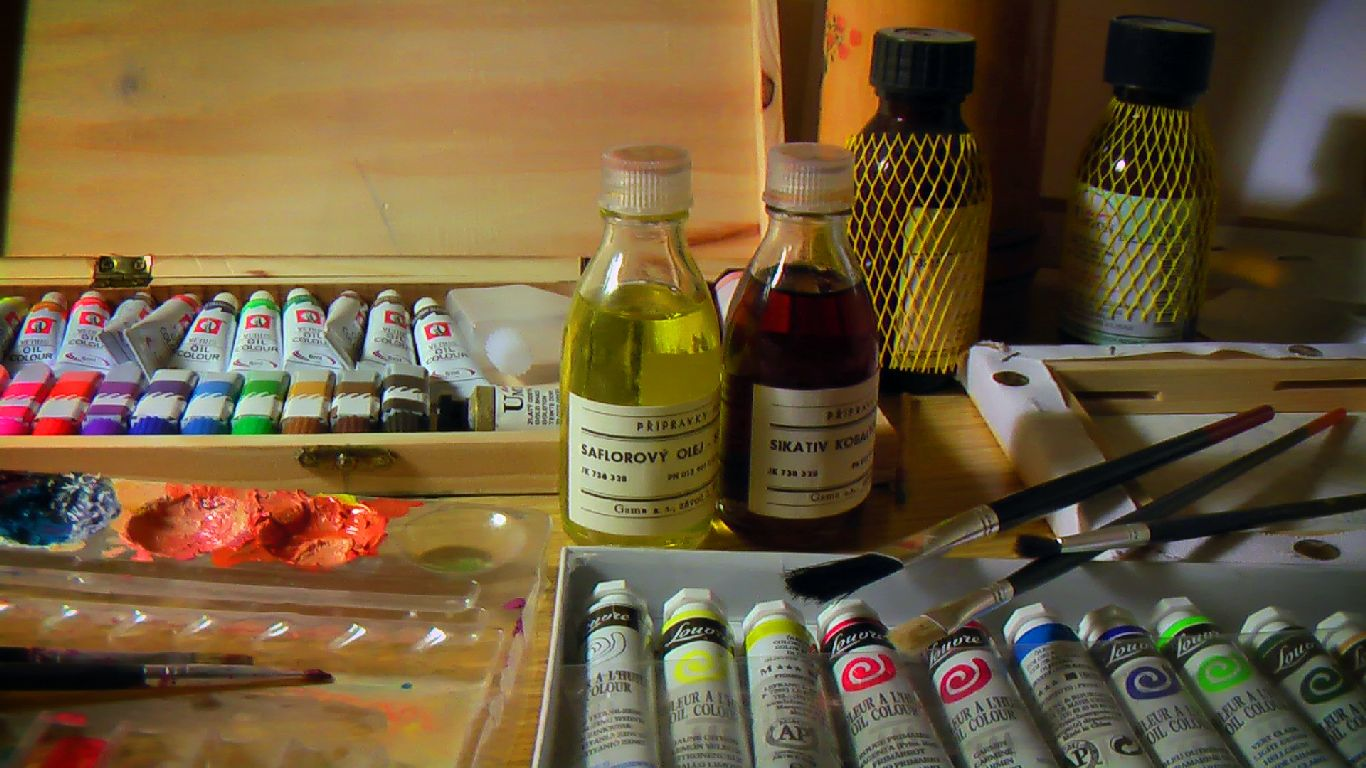